# Scopula luteofasciata
Scopula luteofasciata är en fjärilsart som beskrevs av Rothschild 1913. Scopula luteofasciata ingår i släktet Scopula och familjen mätare. Inga underarter finns listade.